# Il gioco del rovescio
Il gioco del rovescio è una raccolta di racconti di Antonio Tabucchi del 1981.

## Racconti

### Il gioco del rovescio
- Il gioco del rovescio
- Lettera da Casablanca
- Teatro
- I pomeriggi del sabato
- Il piccolo Gatsby
- Dolores Ibarruri versa lacrime amare
- Paradiso celeste
- Voci

### Altri racconti
- Il gatto dello Cheshire
- Vagabondaggio
- Una giornata a Olimpia

## Edizioni
- Antonio Tabucchi, Il gioco del rovescio, 1ª ed., Milano, il Saggiatore (casa editrice), 1981.
- Antonio Tabucchi, Il gioco del rovescio, Milano, Feltrinelli, 1988, ISBN 978-88-07-81174-6.